# María del Carmen Riu Pascual
María del Carmen Riu Pascual (Barcelona, Barcelonès, 4 de novembre de 1951) és una activista, professora d'educació secundària, esportista i nedadora catalana amb discapacitat física.

## Esportista
Fou la primera esportista catalana que guanyà una medalla olímpica. Aconseguí la fita en els Jocs Paralímpics de Tel-Aviv de 1968, amb l'obtenció de dues medalles de plata en les proves de 50 metres lliure i 50 metres braça de la classe S3. En l'edició següent, a Múnic, el 1972, guanyà una altra medalla de plata, però no l'acceptà, en senyal de protesta perquè volia que les persones amb discapacitat física poguessin competir en els Jocs Olímpics.

## Activista i professora
Llicenciada en Psicologia i Pedagogia per la Universitat Autònoma de Barcelona, més enllà del seu vessant com a esportista, Carme Riu és també una activista des del feminisme i l'anormalisme. És professora de l'Institut Joan Salvat Papasseit de Barcelona i presidenta de l'Associació Dones No Estàndards. És membre del Consell Executiu de les persones amb discapacitat de l'Ajuntament de Barcelona, Secretària de la Junta Directiva de la Confederació Espanyola de Persones amb Discapacitat Física i Orgànica (COCEMFE) a Catalunya. Experta en el Consell d'Europa en Dona i Discapacitat. Experta en l'elaboració del VI Pla d'Acció i Desenvolupament de les Polítiques de Dones de la Generalitat de Catalunya 2008-1011, i membre permanent del Consell Nacional de Dones de Catalunya. Representant del Consell Nacional de Dones de Catalunya a les Nacions Unides a la convocatòria sobre l'Estatut de les Dones (2000-2005-2006-2010) i autora de diversos llibres. Membre de la Permanent de Consell de Participació de la Dona de l'Estat Espanyol. Membre de l'Observatori de Violència de la Dona de l'Estat Espanyol. Membre de la Comissió de la Dona del Comitè Espanyol de Representants de Persones amb Discapacitat (CERMI).

## Publicacions[5]

### Artícles de revistes
- Verge Mestre, Tània; Riu i Pascual, Carme; Pineda Lorenzo, Montserrat; Ortiz Monera, Rosa; Romaní, Montse «Imaginant una República Feminista». Revista Idees: Revista de temes contemporanis. Centre d'Estudis de Temes Contemporanis de la Generalitat de Catalunya, Núm. 47, 2019, pàg. 2-11. ISSN: 1575-0914.
- Pié Balaguer, Assumpció cognom2=Riu i Pascual nom2=Carme «Violència, dona i diversitat funcional: la vulnerabilitat augmentada». Educació social: Revista d'intervenció sòcioeducativa, Núm. 58, 2014, pàg. 41-60. ISSN: 2339-6954.
- Riu i Pascual, Carme «La mujer con discapacidad en el contexto europeo». Meridiam, Núm. 31, 2003, pàg. 36-38.

### Col·laboracions en llibres
- Riu i Pascual, Carme; Pié Balaguer, Assumpció (coord.); Romañach Cabrero, Javier (coord.); Ros Riu, Roser (coord.). «El feminismo y las políticas de la dependencia». A: Deconstruyendo la dependencia: propuestas para una vida independiente, 2012, p. 127-156. ISBN 978-84-9029-006-4.
- Riu i Pascual, Carme; Orella, Inés. «Un techo de cristal precioso». A: Desde las discapacidades hacia la inclusión: I Congreso Internacional de Discapacidad de Euskadi, XI Congreso Estatal de Espina Bífida e Hidrocefalia.  ASEBI, 2002, p. 252-256. ISBN 84-688-0349-9.